# Lobianchia
Lobianchia är ett släkte av fiskar. Lobianchia ingår i familjen prickfiskar.
Kladogram enligt Catalogue of Life:
| Lobianchia | \| \| Lobianchia dofleini \| \| \| \| \| \| Lobianchia gemellarii \| \| \| \| |
|            | \| \| Lobianchia dofleini \| \| \| \| \| \| Lobianchia gemellarii \| \| \| \| |
|            | Lobianchia dofleini                                                           |
|            |                                                                               |
|            | Lobianchia gemellarii                                                         |
|            |                                                                               |